# Чашниковский сельсовет
Чашниковский сельсовет — упразднённая административно-территориальная единица (сельсовет), существовавшая на территории Московской губернии и Московской области в 1925—1960 годах.

## История
Чашниковский сельсовет был образован 23 ноября 1925 года в составе Трудовой волости Московского уезда Московской губернии путём выделения из Перепечинского с/с.
По данным 1926 года в состав сельсовета входили село Чашниково, деревни Носово и Перепечино.
В 1929 году Чашниковский с/с был отнесён к Коммунистическому району Московского округа Московской области. При этом к нему был присоединён Шемякинский (селения Жигалово, Лунёво и Шемякино) с/с.
13 мая 1935 года Чашниковский с/с был передан в Солнечногорский район.
4 января 1939 года Чашниковский с/с был передан в новый Краснополянский район.
17 июля 1939 года к Чашниковскому с/с был присоединён Исаковский с/с (селения Дубровки и Исаково).
22 июня 1954 года из Чашниковского с/с в Поярковский были переданы селения Жигалово, Лунёво, посёлок совхоза «Лунёво» и территория дома отдыха.
3 июня 1959 года Краснополянский район был упразднён и Чашниковский с/с был передан в Химкинский район.
28 июля 1960 года Химкинский район был упразднён и Чашниковский с/с был передан в Солнечногорский район.
30 сентября 1960 года Чашниковский с/с был упразднён. При этом его территория была передана в Ржавский с/с.